# Facteur de van 't Hoff
En chimie, le facteur de van 't Hoff (désigné par la lettre {\displaystyle i}) d'une espèce chimique est le rapport entre la quantité réelle de cette espèce en solution et sa quantité apparente. Ce facteur a été introduit par Jacobus Henricus van 't Hoff, qui reçut le premier prix Nobel de chimie en 1901.
Lorsqu'une espèce chimique est introduite en solution, elle peut se dissocier (par ex. former des ions) ou s'associer avec d'autres molécules (former des dimères, des trimères, des hydrates, etc.). La quantité d'espèces chimiques réellement présentes dans la solution n'est donc pas toujours égale à la quantité apparemment introduite en solution, correspondant à la quantité prévue sans tenir compte des phénomènes de dissociation ou d'association des espèces.

## Définition
On suppose que l'on introduit {\displaystyle n_{\text{a}}} moles (quantité de matière apparente) de soluté dans un solvant (par exemple du trichlorure de fer FeCl3 dans de l'eau). Le soluté est totalement dissout, il n'y a pas de présence d'une phase autre que la phase de la solution (le FeCl3 est entièrement dissout, il ne subsiste pas sous forme de précipité). Le soluté se dissocie partiellement dans la solution, on distingue {\displaystyle n_{\text{d}}} la quantité de soluté dissocié (FeCl3 produisant des ions) et {\displaystyle n_{\text{nd}}} la quantité de soluté non dissocié (FeCl3 restant sous cette forme dans l'eau). On a par conséquent la relation :
{\displaystyle n_{\text{a}}=n_{\text{nd}}+n_{\text{d}}}
On suppose qu'en se dissociant une particule de soluté produit {\displaystyle p} particules (une particule FeCl3 produit quatre particules en se dissociant : un ion Fe3+ et trois ions Cl−, soit {\displaystyle p=4} pour FeCl3). La quantité de particules réelles {\displaystyle n_{\text{r}}} produites par le constituant, comprenant les particules non dissociées et les particules résultant de la dissociation, vaut :
{\displaystyle n_{\text{r}}=n_{\text{nd}}+p\cdot n_{\text{d}}}
Le facteur de van 't Hoff {\displaystyle i} correspond au ratio de la quantité de particules réelles issues du soluté à la quantité de soluté apparente :
{\displaystyle i={n_{\text{r}} \over n_{\text{a}}}}
{\displaystyle i={n_{\text{nd}}+p\cdot n_{\text{d}} \over n_{\text{a}}}={n_{\text{a}}-n_{\text{d}}+p\cdot n_{\text{d}} \over n_{\text{a}}}=1+{n_{\text{d}} \over n_{\text{a}}}\left(p-1\right)}
On note {\displaystyle \alpha } la fraction de soluté dissocié :
{\displaystyle \alpha ={n_{\text{d}} \over n_{\text{a}}}}
D'où l'expression du facteur de van 't Hoff :
avec :
- {\displaystyle \alpha } la fraction de soluté qui se dissocie, ou coefficient de dissociation ;
- {\displaystyle p} le nombre de particules produites par la dissociation d'une particule de soluté.

Le facteur de van 't Hoff est une grandeur sans dimension.
Le chlorure de fer(III) FeCl3 dans l'eau à une molalité de 0,05 mol kg−1 a un facteur {\displaystyle i=3{,}4} : une mole de FeCl3 en solution produit {\displaystyle 3{,}4} moles de particules. On en déduit que {\displaystyle \alpha =\left(i-1\right)/\left(p-1\right)=\left(3{,}4-1\right)/\left(4-1\right)=0{,}8} : à cette concentration seulement 80 % du FeCl3 en solution sont dissociés en ions Fe3+ et Cl−, 20 % restent sous forme FeCl3 non dissocié. L'équation de dissolution du FeCl3 dans l'eau à cette concentration est donc :
{\displaystyle {\rm {FeCl_{3}\left(s\right)\rightarrow 0{,}2\,FeCl_{3}\left(aq\right)+0{,}8\,Fe^{3+}\left(aq\right)+2{,}4\,Cl^{-}\left(aq\right)}}}
Ce facteur peut s'appliquer aux molécules s'associant en solution. Dans le benzène l'acide acétique forme des dimères selon :
{\displaystyle {\rm {2\,CH_{3}COOH\rightarrow \left(CH3COOH\right)_{2}}}}
Dans ce cas, si la molécule résultante est l'association de {\displaystyle q} molécules initiales, alors {\displaystyle p=1/q}. Dans le cas de l'acide acétique {\displaystyle q=2}, soit {\displaystyle p=1/2}.
Si le soluté ne subit aucune modification lors de sa mise en solution, alors {\displaystyle \alpha =0} et {\displaystyle i=1} : une mole de soluté produit une mole de particules en solution. Si le soluté se dissocie ou s'associe totalement dans la solution, alors {\displaystyle \alpha =1} et {\displaystyle i=p} : une mole de soluté produit {\displaystyle p} moles de particules en solutions. Les espèces chimiques se dissociant en solution ont donc un facteur de van 't Hoff supérieur à 1, les espèces s'associant un facteur inférieur à 1.

## Utilisation
La molalité {\displaystyle b_{\sigma }} du soluté est définie par la quantité apparente {\displaystyle n_{\text{a}}} de soluté rapportée à la masse {\displaystyle m_{s}} de solvant :
{\displaystyle b_{\sigma }={n_{\text{a}} \over m_{s}}}
Or le nombre de particules actives en solution est la quantité réelle {\displaystyle n_{\text{r}}}, d'où la nécessité de corriger la molalité du soluté par le facteur de van 't Hoff pour obtenir la concentration réelle :
{\displaystyle i\cdot b_{\sigma }={n_{\text{r}} \over n_{\text{a}}}{n_{\text{a}} \over m_{s}}={n_{\text{r}} \over m_{s}}}
Cette concentration est appelée osmolalité et s'exprime en osmoles par kilogramme (osm/kg ou osmol/kg).
Pour une molalité de 0,05 mol kg−1 le FeCl3 a un facteur de van 't Hoff de {\displaystyle i} = 3,4, soit une osmolalité de 3,4 × 0,05 = 0,17 osmol kg−1.

## Signification
De façon plus spécifique, il est utilisé pour désigner deux grandeurs :
- le facteur {\displaystyle p} dit théorique exprime le rapport attendu, c'est-à-dire le rapport dans le cas idéal où toutes les molécules se seraient dissociées ;
- le facteur {\displaystyle i} dit expérimental exprime la déviation du comportement des ions par rapport à un cas idéal, c'est-à-dire qu'il exprime le facteur « véritable », déterminé de façon expérimentale.

Par exemple, le facteur de van 't Hoff théorique de la dissociation du NaCl vaut {\displaystyle p=2} (chaque molécule de NaCl se dissocie en deux ions, un sodique Na+ et un chlorure Cl−). Le facteur expérimental, quant à lui, vaut {\displaystyle i=1{,}87}, ce qui revient à dire que pour une mole de NaCl il y a présence de 1,87 mol de particules en solution (comprenant à la fois le NaCl non dissocié et les ions sodique et chlorure). Plus le facteur expérimental diffère du théorique et se rapproche de 1, moins la dissociation du composé est grande.
| Sel                   | Formule  | Facteur théorique | Facteur expérimental |
| --------------------- | -------- | ----------------- | -------------------- |
| Acide chlorhydrique   | HCl      | 2                 | 1,9                  |
| Chlorure de fer(III)  | FeCl3    | 4                 | 3,4                  |
| Chlorure de magnésium | MgCl2    | 3                 | 2,7                  |
| Chlorure de sodium    | NaCl     | 2                 | 1,9                  |
| Chlorure de zinc      | ZnCl2    | 3                 | 2,3                  |
| Nitrate de plomb(II)  | Pb(NO3)2 | 3                 | 2,3                  |
| Sulfate de magnésium  | MgSO4    | 2                 | 1,4                  |
| Sulfate de potassium  | K2SO4    | 3                 | 2,5                  |